# Джоз, Стив
Стивен Мартин Йоч(Stephen Martin «Steve» Jocz родился 23 июля 1981) — музыкант; прославился, когда стал барабанщиком в группе Sum 41.

## Биография
Джоз польского происхождения. Его фамилия произносится как Йоч. Хотя его настоящее имя — Стивен, он главным образом известен как Стиво 32 или просто Стиво. Родился он в Эйджаксе, Онтарио, в семье Марджери и Фила Йоч, у него есть старшая сестра по имени Джен. Примерно в 1993 году он встретил будущего солиста группы Sum 41 Дерика Уибли. Они и стали первыми двумя членами своей группы, которая позже сформировалась из двух конкурирующих школьных групп. Стиво — самый молодой участник группы, и самый болтливый и задиристый. Джоз окончил среднюю школу вместе с Коуном и Дериком. Все члены группы посещали школу в Эйджаксе, Онтарио. В средней школе Стив был в команде по плаванью.
Кроме игры на барабанах в Sum 41, он ещё играет на клавишных, а также поёт и читает рэп в нескольких песнях. Для группы Коуна The Operation M.D. Стив играл на барабанах.
17 апреля 2013 года, Стив заявил, что покидает группу на официальной странице Facebook.
8 мая 2023 года было объявлено, что Sum 41 будет расформирована. 10 мая 2023 года Стив опубликовал в Instagram видео, где он играет на барабанах под песню "Still Waiting" в качестве дани уважения группе.
10 октября 2023 года Стив дал интервью впервые с тех пор, как покинул Sum 41 в 2013 году, и он рассказал DJ Immortal Canada's Premier DJ на 99.9 Punk World Radio FM, почему он покинул Sum 41. Он заявил: "У меня дома был ребенок, дома у меня была семья, у меня появился новый крошечный человечек, и я думаю, что лично для меня все эти гастроли, все вечеринки привели к тому, что я больше не был счастлив".

## Барабаны
Стив использует барабанные палочки фирмы Vic Firth, тарелки Zildjian и пластики фирмы Remo. Он использует барабаны и стойки Drum Workshop. Стив говорит что на него большое влияние оказали такие барабанщики как Дэйв Грол и Кейт Мун.

## Видео
Стиво 32 как режиссёр снял следующие клипы:
- «Change For You» (2006) — The Midway State
- «Sayonara» (2007) — The Operation M.D.
- «Underclass Hero» (2007) — Sum 41
- «Someone Like You» (2007) — The Operation M.D.
- «With Me» (2008) — Sum 41
- «One for the Radio» (2008) — McFly

## Заслуги
Канал Kerrang поставил Стиво 32 на 40е место среди лучших барабанщиков всех времён.